# Phép giao

Giao của A và B

Cho A và B là hai tập hợp. Giao hay Intersection của A và B là tập gồm những phần tử thuộc cả A và B, ngoài ra không có phần tử nào khác. Giao của A và B được viết là "A ∩ B".  Nói một cách đơn giản, giao của hai tập hợp A và B là tập hợp tất cả các phần tử mà cả A và B có điểm chung.
{\displaystyle A\cap B=\{x|\ x\in A\ {\text{và}}\ x\in B\}}
Biểu tượng giao nhau đôi khi được thay thế bằng từ "và" giữa hai tập hợp. Từ này gợi ý ký hiệu nhỏ gọn hơn cho giao lộ thường được sử dụng.  Một cách để nhớ rằng biểu tượng ∩ này đề cập đến giao lộ là nhận thấy sự giống nhau của nó với chữ A viết hoa, viết tắt của từ "và" trong tiếng Anh.

## Ký hiệu và ví dụ
Phép giao được ký hiệu bằng "{\displaystyle \cap }"; Ví dụ chẳng hạn:
- {\displaystyle \{1,2,3\}\cap \{2,3,4\}=\{2,3\}}
- {\displaystyle \{1,2,3\}\cap \{4,5,6\}=\varnothing }
- {\displaystyle \mathbb {Z} \cap \mathbb {N} =\mathbb {N} }
- {\displaystyle \{x\in \mathbb {R} :x^{2}=1\}\cap \mathbb {N} =\{1\}}

Giao của nhiều hơn hai tập hợp (phép giao tổng quát) thường được viết là:
{\displaystyle \bigcap _{i=1}^{n}A_{i}}
tương tự với ký hiệu sigma viết hoa.

## Định nghĩa

Giao của ba tập hợp:

Giao của ba bảng chữ cái (không địa phương) Hy Lạp, Latin, và Kirin, chỉ quan tâm tới hình dạng của chữ cái và không xét cách phát âm

Ví dụ giao nhau bằng hình dạng

Giao của hai tập hợp {\displaystyle A} và {\displaystyle B,}, ký hiệu bởi {\displaystyle A\cap B,} là tập các đối tượng vừa thuộc tập hợp {\displaystyle A} và vừa thuộc tập hợp {\displaystyle B.}
Khi viết bằng ký hiệu:
{\displaystyle A\cap B=\{x:x\in A{\text{ và }}x\in B\}.}
Nghĩa là, {\displaystyle x} là phần tử của giao {\displaystyle A\cap B} khi và chỉ khi {\displaystyle x} vừa là phần tử của {\displaystyle A} và vừa là phần tử của {\displaystyle B.}
Thêm ví dụ:
- Giao của hai tập {1, 2, 3} và {2, 3, 4} là {2, 3}.
- Số 9 không nằm trong phần giao của tập các số nguyên tố {2, 3, 5, 7, 11, ...} và tập các số lẻ {1, 3, 5, 7, 9, 11, ...}, là bởi vì số 9 không nguyên tố.

### Tập hợp không giao nhau
Ta nói tập hợp {\displaystyle A} giao với tập hợp {\displaystyle B} nếu tồn tại phần tử {\displaystyle x} vừa thuộc {\displaystyle A} vừa thuộc {\displaystyle B,}.
Ngược lại, ta nói tập hợp {\displaystyle A} và {\displaystyle B} không giao nhau hay rời nhau nếu {\displaystyle A} không giao với {\displaystyle B.} Nghĩa là chúng không chung một phần tử nào cả. Tập hợp {\displaystyle A} và {\displaystyle B} không giao nhau nếu giao của chúng là tập rỗng, được ký hiệu là {\displaystyle A\cap B=\varnothing .}
Ví dụ chẳng hạn, tập {\displaystyle \{1,2\}} và {\displaystyle \{3,4\}} không giao nhau, còn tập các số chẵn giao với tập của các số chia hết cho 3 tại các bội của 6.

## Tính chất đại số
Phép giao là phép toán có tính kết hợp; tức là, cho bất kỳ tập {\displaystyle A,B,} và {\displaystyle C,} ta có
{\displaystyle A\cap (B\cap C)=(A\cap B)\cap C.}Do vậy, dấu ngoặc có thể bỏ đi mà không làm mất giá trị: cả hai cái trên đều có thể viết thành {\displaystyle A\cap B\cap C}. Phép giao còn có tính giao hoán. Tức là cho bất kỳ tập {\displaystyle A} và {\displaystyle B,} ta có {\displaystyle A\cap B=B\cap A.}
Giao của bất kỳ tập hợp với tập rỗng sẽ ra tập rỗng; nghĩa là cho bất kỳ tập hợp {\displaystyle A},
{\displaystyle A\cap \varnothing =\varnothing }
Ngoài ra, phép giao còn có tính lũy đẳng; tức là, cho bất kỳ tập {\displaystyle A}, {\displaystyle A\cap A=A}. Tất cả tính chất này đều tương tự với phép hội.
Phép giao phân phối trên phép hợp và ngược lại. Nghĩa là cho bất kỳ tập {\displaystyle A,B,} và {\displaystyle C,} ta có
{\displaystyle {\begin{aligned}A\cap (B\cup C)=(A\cap B)\cup (A\cap C)\\A\cup (B\cap C)=(A\cup B)\cap (A\cup C)\end{aligned}}}
Trong vũ trụ {\displaystyle U,} ta định nghĩa phần bù {\displaystyle A^{c}} của {\displaystyle A} là tập các phần tử thuộc {\displaystyle U} nhưng không thuộc {\displaystyle A.} Sử dụng định nghĩa này, giao của {\displaystyle A} và {\displaystyle B} có thể viết lại thành bù của hợp của bù của mỗi phần tử, dễ dàng suy ra từ luật De Morgan:{\displaystyle A\cap B=\left(A^{c}\cup B^{c}\right)^{c}}

## Giao của họ tập hợp

### Giao của họ khác rỗng
Dạng tổng quát nhất là giao của một họ tập hợp .
Nếu {\displaystyle M} là tập hợp khác rỗng trong đó các phần tử là các tập hợp, thì {\displaystyle x} là phần tử của giao của {\displaystyle M} khi và chỉ khi với mọi phần tử {\displaystyle A} thuộc {\displaystyle M,} {\displaystyle x} là phần tử thuộc {\displaystyle A.}
Viết bằng ký hiệu:
{\displaystyle \left(x\in \bigcap _{A\in M}A\right)\Leftrightarrow \left(\forall A\in M,\ x\in A\right).}
Ký hiệu này có nhiều các viết khác khác nhau. Các nhà lý thuyết tập hợp sẽ đôi khi viết "{\displaystyle \bigcap M}", trong khi một số sẽ viết "{\displaystyle {\bigcap }_{A\in M}A}".
Ký hiệu sau có thể tổng quát hóa thành "{\displaystyle {\bigcap }_{i\in I}A_{i}}", tức là giao của họ {\displaystyle \left\{A_{i}:i\in I\right\}.}
Trong đó {\displaystyle I} là tập chỉ số khác rỗng và {\displaystyle A_{i}} là tập hợp với mọi {\displaystyle i\in I.}
Khi tập chỉ số {\displaystyle I} là tập các số tự nhiên, ký hiệu giao có thể viết lại thành:
{\displaystyle \bigcap _{i=1}^{\infty }A_{i}.}
giống với chuỗi.
Nếu khó khi định dạng, ta cũng có thể viết "{\displaystyle A_{1}\cap A_{2}\cap A_{3}\cap \cdots }".  

### Giao của họ rỗng

Hội của các tham số trong dấu ngoặc
Hội của không tham số nào có giá trị hằng đúng (so sánh với: tích rỗng); tương tự như vậy, giao của họ không tập hợp nào sẽ là toàn vũ trụ.

Trong phần trước, ta vẫn chưa xét trường hợp {\displaystyle M} là tập hợp rỗng ({\displaystyle \varnothing }). Lý do là bởi: Giao của họ {\displaystyle M} được định nghĩa là tập (xem ký pháp xây dựng tập hợp)
{\displaystyle \bigcap _{A\in M}A=\{x:{\text{ với mọi }}A\in M,x\in A\}.}
Nếu {\displaystyle M} rỗng, thì không có tập {\displaystyle A} nào thuộc {\displaystyle M}, nên câu hỏi trở thành "phần tử {\displaystyle x} nào sẽ thỏa mãn điều kiện trong định nghĩa?". Câu trả lời có vẻ như là mọi phần tử {\displaystyle x}. Khi {\displaystyle M} rỗng, điều kiện cho trên là một ví dụ của chân lý rỗng. Do đó, giao của họ rỗng phải là tập phổ dụng (phần tử đơn vị cho phép giao),
, song trong lý thuyết tập hợp Zermelo–Fraenkel, tập phổ dụng không tồn tại.
Mặc dù vậy, nếu giới hạn về các tập con của một tập {\displaystyle X} cho trước, thì giao của họ rỗng các tập con của {\displaystyle X} được định nghĩa tốt. Trong trường hợp này, nếu {\displaystyle M} rỗng thì giao của nó sẽ là {\displaystyle \bigcap M=\bigcap \varnothing =\{x\in X:x\in A{\text{ với mọi }}A\in \varnothing \}}.  Bởi {\displaystyle x\in X} đều thỏa mãn điều kiện, nên giao của họ rỗng các tập con của {\displaystyle X} là toàn bộ của {\displaystyle X.}  Nói bằng công thức, {\displaystyle \bigcap \varnothing =X.}Cách hiểu này khớp với ý nghĩ rằng khi họ các tập con càng ngày càng nhỏ đi thì giao tương ứng của chúng càng trở nên lớn hơn; và trong trường hợp đặc biệt, giao của họ rỗng sẽ là toàn bộ tập nền.